# Le Grand Silence (roman)
Pour les articles homonymes, voir Le Grand Silence.
Le Grand Silence est un roman de Loup Durand, publié chez Plon en 1994.

## Résumé du roman
Dans le grand nord canadien, Saorge vit, isolé, dans une clinique avec des barbelés. Depuis sa plus tendre enfance, il est capable de connaître les pensées des animaux, et celles des humains. Revers de ce pouvoir, il est incapable de rester au milieu d'un groupe de personnes.
Un milliardaire mégalomane apprend l'existence de ce pouvoir, et décide de s'en emparer à tout prix, lançant des mercenaires sur les traces de Saorge. Une seule solution pour ce dernier, partir sur les terres arctiques pour échapper à ses poursuivants.

## Critiques
Ce roman a fait l'objet de critiques positives : « Un thriller haletant — Un livre splendide » (in magazine Le Point) et « Tout l'art de Loup Durand consiste à élever l'invraisemblable au niveau de la réalité imprévisible. Il le fait ici avec des matériaux inusités : l'exotisme glacial arctique, sa faune improbable et le repeuplement du grand désert blanc par l'amour d'une femme sauvage. Au total : un chef-d’œuvre » (Yves Salgues, in magazine Jours de France).

## Éditions
- édition originale chez Plon, le 1er mai 1994, collection Feux croisés, 361 pages,  (ISBN 2-259-02704-0)
- éditions France Loisirs, février 1995, 372 pages,  (ISBN 2-7242-8296-5)
- collection Thriller, éditions Pocket, mars 1996, 366 pages,   (ISBN 2-266-06682-X)